# Polygonum capitatum
Polygonum capitatum Buch.-Ham. ex D.Don (ahora considerada Persicaria capitata) es una especie de planta ornamental de la familia Polygonaceae. Esta especie que se usa como ornamental se asilvestra y se encuentra formando poblaciones independientes en la vegetación urbana y las orillas de caminos.

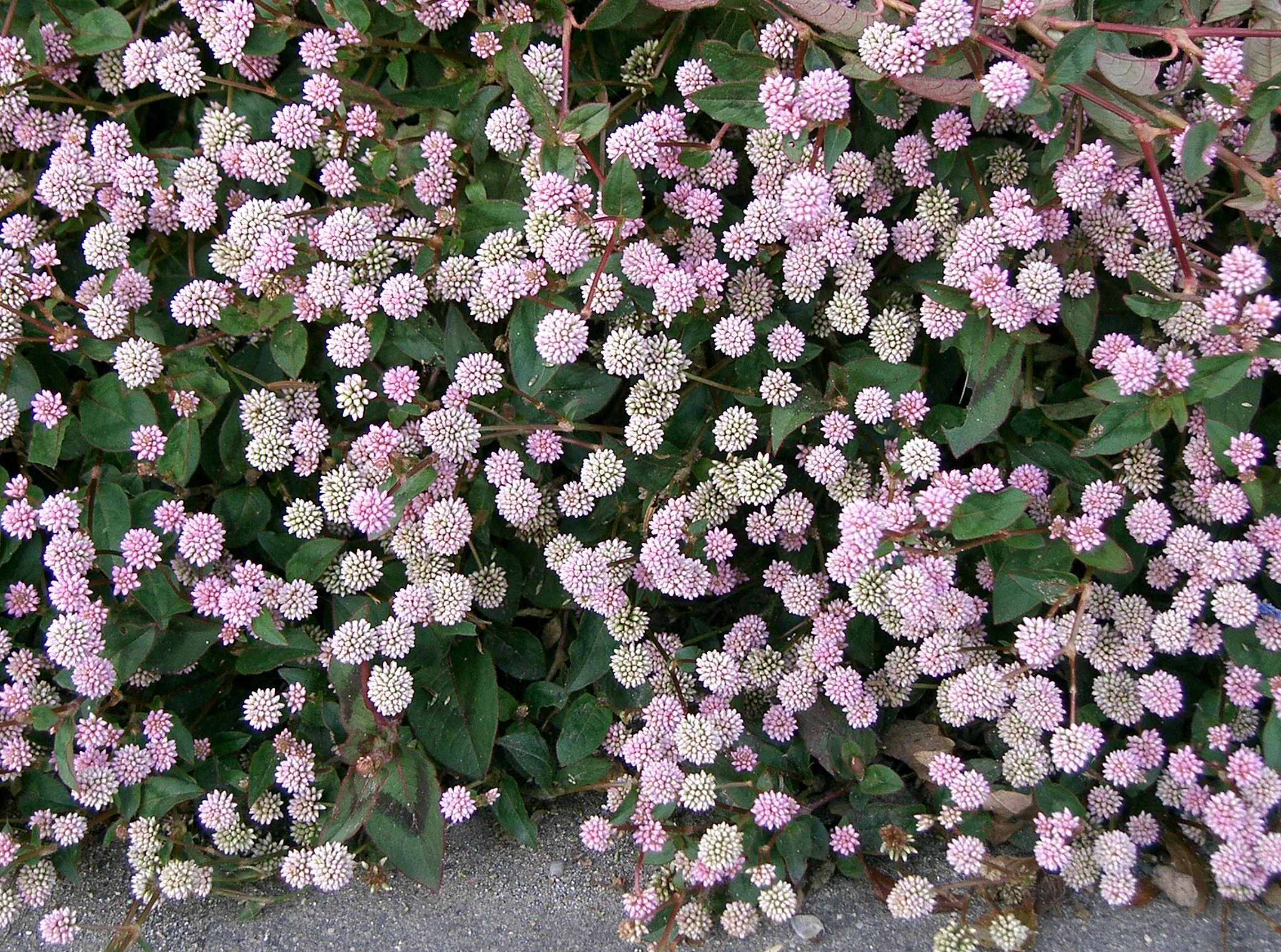
Flores.

## Distribución
Originaria de Asia se ha expandido por todo el mundo, en Norteamérica se encuentra en México y Estados Unidos.

## Descripción
Es una hierba perenne a veces con la base leñosa, con pelos glandulosos. Alcanza los  20 a 50 cm de largo y hasta 10 cm de alto. El tallo tendido sobre el suelo y con las puntas ascendentes, su color tiende al color café o rojizo-purpúreo, con raíces en los nudos inferiores.  En el lugar donde nace cada hoja y rodeando al tallo y a veces la base del pecíolo, se encuentra la ócrea, que es un tubo membranoso, de color café o rojizo, a veces con pelos en su superficie, caedizo. Las hojas son alternas, variables en su forma, generalmente más anchas hacia la base, de hasta 4 cm de largo, el ápice y la base son variables, con pelos glandulares en la superficie y con pelillos en el margen, de color verde, pero frecuentemente con una banda café a púrpura en forma de V invertida; los pecíolos son cortos.
La inflorescencia se compone de numerosas flores aglomeradas en un conjunto globoso sobre un largo pedicelo. Generalmente se encuentran 2 inflorescencias en la punta de cada tallo. Las flores son pequeñas, de color rosa con 8 estambres. El fruto es seco y de una sola semilla (un aquenio), de hasta 2 mm de largo, con 3 costillas. 

## Taxonomía
Polygonum capitatum fue descrita por Buch.-Ham. ex D.Don y publicado en Prodromus Florae Nepalensis 73. 1825.
Etimología
Ver: Polygonum
capitatum: epíteto latíno que significa "con una cabeza"
Sinonimia
- Cephalophilon capitatum (Buch.-Ham. ex D.Don) Tzvelev
- Persicaria capitata (Buch.-Ham. ex D. Don) H.Gross[3]